# Eliteserien 2019
La Eliteserien 2019 è stata la settantaquattresima edizione della Eliteserien, massima serie del campionato norvegese di calcio. È iniziata il 30 marzo 2019 con il match tra Odd e Brann e si è conclusa il 1º dicembre dello stesso anno. Il Molde ha vinto il campionato per la quarta volta nella sua storia.

## Stagione

### Novità
Dalla Eliteserien 2018 sono stati retrocessi lo Start ed il Sandefjord, mentre dalla 1. divisjon 2018 sono stati promossi il Viking ed il Mjøndalen.

### Formula
Le 16 squadre partecipanti si affrontano in un girone all'italiana con partite di andata e ritorno per un totale di 30 giornate. La squadra prima classificata viene dichiarata campione di Norvegia ed accede alla UEFA Champions League 2020-2021 partendo dal primo turno di qualificazione. La seconda e la terza classificata in campionato, assieme alla vincitrice della Coppa di Norvegia 2019, sono ammesse alla UEFA Europa League 2020-2021 partendo dal primo turno di qualificazione. La terzultima classificata affronta la vincente dei play-off di 1. divisjon nello spareggio promozione-retrocessione. Le ultime due classificate retrocedono direttamente in 1. divisjon.

## Squadre partecipanti
| Club            | Stagione | Città        | Stadio               | Stagione precedente      |
| --------------- | -------- | ------------ | -------------------- | ------------------------ |
| Bodø/Glimt      | dettagli | Bodø         | Aspmyra Stadion      | 11º posto in Eliteserien |
| Brann           | dettagli | Bergen       | Brann Stadion        | 3º posto in Eliteserien  |
| Haugesund       | dettagli | Haugesund    | Haugesund Stadion    | 4º posto in Eliteserien  |
| Kristiansund BK | dettagli | Kristiansund | Kristiansund Stadion | 5º posto in Eliteserien  |
| Lillestrøm      | dettagli | Lillestrøm   | Åråsen Stadion       | 12º posto in Eliteserien |
| Mjøndalen       | dettagli | Mjøndalen    | Isachsen Stadion     | 2º posto in 1. divisjon  |
| Molde           | dettagli | Molde        | Aker Stadion         | 2º posto in Eliteserien  |
| Odd             | dettagli | Skien        | Skagerak Arena       | 9º posto in Eliteserien  |
| Ranheim         | dettagli | Trondheim    | EXTRA Arena          | 7º posto in Eliteserien  |
| Rosenborg       | dettagli | Trondheim    | Lerkendal Stadion    | Campione di Norvegia     |
| Sarpsborg 08    | dettagli | Sarpsborg    | Sarpsborg Stadion    | 8º posto in Eliteserien  |
| Stabæk          | dettagli | Bærum        | Nadderud Stadion     | 14º posto in Eliteserien |
| Strømsgodset    | dettagli | Drammen      | Marienlyst Stadion   | 13º posto in Eliteserien |
| Tromsø          | dettagli | Tromsø       | Alfheim Stadion      | 10º posto in Eliteserien |
| Viking          | dettagli | Stavanger    | SR-Bank Arena        | 1º posto in 1. divisjon  |
| Vålerenga       | dettagli | Oslo         | Intility Arena       | 6º posto in Eliteserien  |

## Allenatori e primatisti
Aggiornata al 10 novembre 2019.
| Squadra      | Allenatore                                                                       | Calciatore più presente                                                   | Cannoniere                             |
| ------------ | -------------------------------------------------------------------------------- | ------------------------------------------------------------------------- | -------------------------------------- |
| Bodø/Glimt   | Kjetil Knutsen                                                                   | Ricardo, Ulrik Saltnes, Philip Zinckernagel (28)                          | Håkon Evjen (12)                       |
| Brann        | Lars Arne Nilsen                                                                 | Bismar Acosta, Vito Wormgoor (27)                                         | Daouda Bamba (7)                       |
| Haugesund    | Jostein Grindhaug                                                                | Benjamin Hansen, Thore Baardsen Pedersen (28)                             | Martin Samuelsen, Niklas Sandberg (5)  |
| Kristiansund | Christian Magnus Michelsen                                                       | Sean McDermott, Torgil Øwre Gjertsen (26)                                 | Amahl Pellegrino (8)                   |
| Lillestrøm   | Jörgen Lennartsson                                                               | Marko Marić, Simen Rafn (28)                                              | Thomas Lehne Olsen (8)                 |
| Mjøndalen    | Vegard Hansen                                                                    | Fredrik Brustad (28)                                                      | Tonny Brochmann (7)                    |
| Molde        | Erling Moe                                                                       | Fredrik Aursnes (28)                                                      | Leke James, Ohi Omoijuanfo (15)        |
| Odd          | Dag-Eilev Fagermo                                                                | Torgeir Børven, Vebjørn Hoff, Birk Risa, Sondre Rossbach (28)             | Torgeir Børven (20)                    |
| Ranheim      | Svein Maalen                                                                     | Even Barli, Aleksander Foosnæs, Mads Reginiussen, Eirik Valla Dønnem (27) | Michael Karlsen (6)                    |
| Rosenborg    | Eirik Horneland                                                                  | André Hansen, Even Hovland (27)                                           | Alexander Søderlund (7)                |
| Sarpsborg 08 | Geir Bakke                                                                       | Jonathan Lindseth, Kristoffer Zachariassen (27)                           | Kristoffer Zachariassen (5)            |
| Stabæk       | Henning Berg (1ª-10ª) Jan Jönsson (11ª-)                                         | Marcus Sandberg (28)                                                      | Ola Brynhildsen (6)                    |
| Strømsgodset | Bjørn Petter Ingebretsen (1ª-7ª) Håkon Wibe-Lund (8ª-11ª) Henrik Pedersen (12ª-) | Jakob Glesnes, Herman Stengel (28)                                        | Lars-Jørgen Salvesen (5)               |
| Tromsø       | Simo Valakari                                                                    | Morten Gamst Pedersen, Onni Valakari (27)                                 | Onni Valakari (7)                      |
| Viking       | Bjarne Berntsen                                                                  | Iven Austbø, Viljar Vevatne (27)                                          | Tommy Høiland, Kristian Thorstvedt (8) |
| Vålerenga    | Ronny Deila                                                                      | Magnus Lekven, Matthías Vilhjálmsson (28)                                 | Bård Finne (7)                         |

## Classifica finale
Fonte: www.fotball.no
|  | Pos. | Squadra         | Pt | G  | V  | N  | P  | GF | GS | DR  |
|  | ---- | --------------- | -- | -- | -- | -- | -- | -- | -- | --- |
|  | 1.   | Molde           | 68 | 30 | 21 | 5  | 4  | 72 | 31 | +41 |
|  | 2.   | Bodø/Glimt      | 54 | 30 | 15 | 9  | 6  | 64 | 44 | +20 |
|  | 3.   | Rosenborg       | 52 | 30 | 14 | 10 | 6  | 53 | 41 | +12 |
|  | 4.   | Odd             | 52 | 30 | 15 | 7  | 8  | 45 | 40 | +5  |
|  | 5.   | Viking          | 47 | 30 | 13 | 8  | 9  | 55 | 42 | +13 |
|  | 6.   | Kristiansund BK | 41 | 30 | 11 | 8  | 11 | 41 | 41 | 0   |
|  | 7.   | Haugesund       | 40 | 30 | 9  | 13 | 8  | 44 | 37 | +7  |
|  | 8.   | Stabæk          | 40 | 30 | 10 | 10 | 10 | 38 | 36 | +2  |
|  | 9.   | Brann           | 40 | 30 | 10 | 10 | 10 | 32 | 37 | -5  |
|  | 10.  | Vålerenga       | 34 | 30 | 8  | 10 | 12 | 39 | 44 | -5  |
|  | 11.  | Strømsgodset    | 32 | 30 | 8  | 8  | 14 | 41 | 54 | -13 |
|  | 12.  | Sarpsborg 08    | 30 | 30 | 5  | 15 | 10 | 30 | 40 | -10 |
|  | 13.  | Mjøndalen       | 30 | 30 | 6  | 12 | 12 | 38 | 52 | -14 |
|  | 14.  | Lillestrøm      | 30 | 30 | 7  | 9  | 14 | 32 | 47 | -15 |
|  | 15.  | Tromsø          | 30 | 30 | 8  | 6  | 16 | 39 | 58 | -19 |
|  | 16.  | Ranheim         | 27 | 30 | 7  | 6  | 17 | 36 | 55 | -19 |

Legenda:
      Campione di Norvegia e ammessa al primo turno di qualificazione della UEFA Champions League 2020-2021
      Ammesse al primo turno di qualificazione della UEFA Europa League 2020-2021
 Ammesso allo spareggio promozione-retrocessione
      Retrocesse in 1. divisjon 2020
Note:
Tre punti a vittoria, uno a pareggio, zero a sconfitta.
La classifica viene stilata secondo i seguenti criteri:
- Punti conquistati
- Differenza reti generale
- Reti totali realizzate
- Punti conquistati negli scontri diretti
- Differenza reti negli scontri diretti
- Reti realizzate in trasferta negli scontri diretti (solo tra due squadre)
- Reti realizzate negli scontri diretti
- Spareggio (solo per decidere la squadra campione, l'ammissione agli spareggi e le retrocessioni)

## Risultati
Ogni riga indica i risultati casalinghi della squadra segnata a inizio della riga, contro le squadre segnate colonna per colonna (che invece avranno giocato l'incontro in trasferta). Al contrario, leggendo la colonna di una squadra si avranno i risultati ottenuti dalla stessa in trasferta, contro le squadre segnate in ogni riga, che invece avranno giocato l'incontro in casa.
|              | BOD  | BRA  | HAU  | KRI  | LIL  | MJØ  | MOL  | ODD  | RAN  | ROS  | SAR  | STB  | STR  | TRO  | VÅL  | VIK  |
| ------------ | ---- | ---- | ---- | ---- | ---- | ---- | ---- | ---- | ---- | ---- | ---- | ---- | ---- | ---- | ---- | ---- |
| Bodø/Glimt   | –––– | 1-2  | 2-2  | 3-0  | 4-0  | 0-0  | 3-2  | 3-0  | 5-1  | 2-0  | 1-1  | 3-3  | 2-0  | 4-0  | 4-0  | 2-1  |
| Brann        | 1-1  | –––– | 0-0  | 2-1  | 1-0  | 0-0  | 0-0  | 1-0  | 0-1  | 0-1  | 2-1  | 2-1  | 1-1  | 2-3  | 1-1  | 1-5  |
| Haugesund    | 1-1  | 1-1  | –––– | 0-0  | 0-2  | 0-0  | 1-2  | 4-1  | 0-1  | 2-1  | 1-1  | 3-0  | 2-2  | 5-1  | 1-4  | 1-0  |
| Kristiansund | 1-2  | 1-0  | 2-2  | –––– | 5-2  | 4-0  | 3-2  | 1-1  | 0-0  | 2-2  | 4-0  | 0-1  | 1-2  | 1-0  | 2-0  | 4-2  |
| Lillestrøm   | 0-0  | 1-3  | 1-0  | 1-1  | –––– | 3-2  | 0-2  | 0-3  | 2-1  | 1-1  | 0-0  | 1-3  | 2-1  | 4-0  | 0-0  | 0-2  |
| Mjøndalen    | 4-5  | 2-1  | 1-4  | 1-1  | 2-2  | –––– | 1-3  | 2-0  | 3-1  | 1-2  | 0-0  | 1-0  | 1-1  | 1-1  | 1-0  | 1-1  |
| Molde        | 4-2  | 1-1  | 3-1  | 2-0  | 2-1  | 1-0  | –––– | 2-2  | 2-0  | 3-0  | 2-1  | 3-0  | 4-0  | 3-0  | 4-1  | 5-1  |
| Odd          | 3-1  | 3-2  | 3-1  | 2-0  | 2-1  | 3-2  | 2-2  | –––– | 1-0  | 1-1  | 3-0  | 2-1  | 2-1  | 2-1  | 1-1  | 1-0  |
| Ranheim      | 1-1  | 0-3  | 0-2  | 1-2  | 2-1  | 1-1  | 2-3  | 4-1  | –––– | 2-3  | 0-2  | 0-2  | 1-0  | 1-2  | 1-5  | 5-2  |
| Rosenborg    | 3-2  | 0-0  | 0-2  | 1-0  | 3-1  | 3-2  | 3-1  | 1-1  | 3-2  | –––– | 1-0  | 3-2  | 0-0  | 5-2  | 3-0  | 5-1  |
| Sarpsborg 08 | 1-1  | 1-1  | 1-1  | 0-1  | 1-0  | 1-1  | 1-1  | 2-0  | 1-3  | 1-1  | –––– | 0-0  | 2-2  | 3-2  | 1-0  | 2-2  |
| Stabæk       | 2-0  | 0-1  | 1-1  | 2-0  | 1-1  | 4-2  | 1-2  | 0-0  | 0-0  | 3-1  | 3-3  | –––– | 2-1  | 0-1  | 1-1  | 0-0  |
| Strømsgodset | 1-3  | 6-0  | 3-2  | 2-3  | 1-1  | 2-3  | 0-4  | 2-3  | 1-0  | 3-3  | 2-1  | 0-2  | –––– | 3-1  | 3-2  | 0-0  |
| Tromsø       | 1-2  | 1-2  | 2-2  | 5-0  | 1-1  | 2-2  | 2-1  | 1-2  | 4-2  | 1-0  | 2-0  | 1-1  | 0-1  | –––– | 0-0  | 0-2  |
| Vålerenga    | 6-0  | 1-0  | 1-2  | 1-1  | 0-3  | 2-0  | 2-4  | 1-0  | 1-1  | 1-1  | 1-1  | 0-2  | 2-0  | 4-1  | –––– | 0-4  |
| Viking       | 3-4  | 2-1  | 0-0  | 2-0  | 3-0  | 4-1  | 0-2  | 2-0  | 2-2  | 2-2  | 2-1  | 3-0  | 4-0  | 2-1  | 1-1  | –––– |

## Spareggio promozione/retrocessione
Allo spareggio sono ammesse la quattordicesima classificata in Eliteserien e la vincitrice dei play-off promozione di 1. divisjon 2019.
|            | Risultati   |            | Luogo e data                  |
| ---------- | ----------- | ---------- | ----------------------------- |
| Start      | 2 - 1       | Lillestrøm | Kristiansand, 7 dicembre 2019 |
| Lillestrøm | 4 - 3 (gfc) | Start      | Lillestrøm, 11 dicembre 2019  |
|            |             |            |                               |

## Statistiche

### Squadre

#### Capoliste solitarie
|    | —— | —— | —— | ——    | ——    | ——    | —— | —— | ——  | ——    | ——    | ——    | ——    | ——    | ——    | ——    | ——  | ——   | ——    | ——    | ——    | ——    | ——    | ——    | ——    | ——    | ——    | ——    | ——    | —— |  |
|    |    |    |    | Molde | Molde | Molde |    |    |     | Molde | Molde | Molde | Molde | Molde | Molde | Molde |     | Bodø | Molde | Molde | Molde | Molde | Molde | Molde | Molde | Molde | Molde | Molde | Molde |    |  |
|    |    |    |    |       |       |       |    |    |     |       |       |       |       |       |       |       |     |      |       |       |       |       |       |       |       |       |       |       |       |    |  |
|    |    |    |    |       |       |       |    |    |     |       |       |       |       |       |       |       |     |      |       |       |       |       |       |       |       |       |       |       |       |    |  |
| 1ª | 2ª | 3ª | 4ª | 5ª    | 6ª    | 7ª    | 8ª | 9ª | 10ª | 11ª   | 12ª   | 13ª   | 14ª   | 15ª   | 16ª   | 17ª   | 18ª | 19ª  | 20ª   | 21ª   | 22ª   | 23ª   | 24ª   | 25ª   | 26ª   | 27ª   | 28ª   | 29ª   | 30ª   |    |  |

### Individuale

#### Classifica marcatori
| Gol | Rigori |  | Giocatore            | Squadra                            |
| --- | ------ |  | -------------------- | ---------------------------------- |
| 21  | 3      |  | Torgeir Børven       | Odd                                |
| 17  | 1      |  | Leke James           | Molde                              |
| 15  | 3      |  | Ohi Omoijuanfo       | Molde                              |
| 13  |        |  | Håkon Evjen          | Bodø/Glimt                         |
| 11  |        |  | Magnus Wolff Eikrem  | Molde                              |
| 10  |        |  | Amahl Pellegrino     | Kristiansund (8), Strømsgodset (2) |
| 10  |        |  | Kristian Thorstvedt  | Viking                             |
| 10  | 2      |  | Amor Layouni         | Bodø/Glimt                         |
| 9   |        |  | Lars-Jørgen Salvesen | Strømsgodset (6), Sarpsborg 08 (3) |
| 9   | 4      |  | Tommy Høiland        | Viking                             |
| 8   |        |  | Bård Finne           | Vålerenga                          |
| 8   |        |  | Thomas Lehne Olsen   | Lillestrøm                         |
| 8   | 1      |  | Alexander Søderlund  | Rosenborg                          |
| 8   | 2      |  | Tonny Brochmann      | Mjøndalen                          |